# 青森県道201号蔵館大鰐線
青森県道201号蔵館大鰐線（あおもりけんどう201ごう くらだておおわにせん）は、青森県南津軽郡大鰐町を通る一般県道である。

## 概要
大鰐町蔵館で国道7号から南へ分岐し、奥羽本線と交差したあと大鰐温泉駅前の大鰐町中心部を通って、再び奥羽本線と交差し、さらに弘南鉄道大鰐線と交差したあと大鰐町宿河原で再び国道7号に合流する。なお、一部は古来からの羽州街道で旧国道7号であった。
また、大鰐町大鰐字湯野川原から大鰐町虹貝の青森県道202号碇ケ関大鰐停車場線交点まで大鰐町中心部を通らないバイパスが一部トンネル区間で開通している。

### 路線データ
- 起点：南津軽郡大鰐町大字蔵館[1]
- 終点：南津軽郡大鰐町[1]

## 歴史
- 1961年（昭和36年）2月10日 - 県道に認定される[1]。

## 地理

### 交差する道路
- 国道7号（南津軽郡大鰐町大字蔵館、起点）
- 青森県道198号大鰐停車場線（南津軽郡大鰐町大字蔵館）
- 青森県道201号蔵館大鰐線 バイパス（南津軽郡大鰐町大鰐字湯野川原）
- 青森県道198号大鰐停車場線・青森県道202号碇ケ関大鰐停車場線（南津軽郡大鰐町大字大鰐）
- 国道7号（終点）

### 交差する道路（バイパス）
- 青森県道201号蔵館大鰐線 現道（南津軽郡大鰐町大鰐字湯野川原）
- 青森県道202号碇ケ関大鰐停車場線（南津軽郡大鰐町大字虹貝）

### 沿線にある施設など
- 弘南鉄道大鰐線 宿川原駅
- JR奥羽本線 大鰐温泉駅 / 弘南鉄道大鰐線 大鰐駅
- 大鰐郵便局
- 大鰐町立大鰐病院